# Shtafari
Shtafari is een dialect van het Thao, een Paiwanische taal gesproken in het centrum van Taiwan. Ook het Shtafari is genoemd naar een dorp aan het Sun Moon Lake, Shtafari. In dit plaatsje wordt echter waarschijnlijk geen Thao, en dus ook geen Shtafari, gesproken.

## Classificatie
- Austronesische talen
  - Formosaanse talen
    - Paiwanische talen
      - Thao
        - Shtafari

Brawbaw · Shtafari